# Hajdúsámson
Hajdúsámson város Hajdú-Bihar vármegyében, a Debreceni járásban. A legnagyobb olyan település Magyarországon, ahol több férfi él, mint nő.

## Fekvése
Az Alföld határ menti térségében, Debrecentől 10 kilométerre északkeletre helyezkedik el. Jól megközelíthető a térség fontosabb városai felől. mind közúton, mind pedig vasúton. 
Részei Martinka, Melegoldal, Oncsatelep és Sámsonkert. Melegoldal (vagy Melegoldal tanya) 3 kilométerre délkeletre fekszik Hajdúsámsontól.

### Megközelítése
Legfontosabb közúti elérési útvonala a 471-es főút, amely korábban átszelte a várost, ma nyugat felől elkerüli azt; a korábbi belterületi szakasz ma mellékútként a 4931-es útszámozást viseli. Hajdúhadházzal a 4902-es, Vámospérccsel a 4908-as út köti össze.
A hazai vasútvonalak közül a települést a Debrecen–Nyírbátor–Mátészalka-vasútvonal érinti, melynek egy megállási pontja van itt; Hajdúsámson vasútállomás a központ északi szélén helyezkedik el, közúti elérését a 4931-es útból kiágazó 49 303-as számú mellékút (Kossuth utca) biztosítja.

## Története
Hajdúsámson (Sámson) és környéke már a bronzkorban is lakott hely volt, melyet az itt 1907-ben előkerült, i. e. 2. évezredből származó leletek is bizonyítanak.
Árpád-kori település, nevét már 1213-ban említették a Váradi regestrumban. A 14. században a debreceni uradalom tartozéka. A 17. század elején megoszlott a bajomi és a diószegi uradalom között. Debrecen városa a 17. században a tudatos terjeszkedés révén jóformán az egész falu birtokosa lett. Jövedelme a református kollégium fenntartására szolgált.
Az addig Bihar megyéhez tartozó község 1876-ban az akkor szervezett Hajdú megye része lett, majd 1950-től Hajdú-Bihar megye Debreceni járásához tartozott. A település 2004-ben városi rangot kapott.

### Egyéb érdekességek
2011. február 17-én itt mérték Magyarországon az év legvastagabb hótakaróját. A hó vastagsága elérte az 54 centimétert.

## Közélete

### Polgármesterei
| Időszak   | Polgármester   | Párt        | Megjegyzés |
| --------- | -------------- | ----------- | ---------- |
| 1990–1994 | Kiss Géza      | független   |            |
| 1994–1998 | Hamza Gábor    | MSZP        |            |
| 1998–2002 | Hamza Gábor    | független   |            |
| 2002–2006 | Hamza Gábor    | független   |            |
| 2006–2010 | Andó Lászlóné  | Fidesz      |            |
| 2010–2014 | Hamza Gábor    | független   |            |
| 2014–2019 | Antal Szabolcs | Fidesz-KDNP |            |
| 2019–2024 | Antal Szabolcs | Fidesz-KDNP |            |
| 2024–     | Antal Szabolcs | Fidesz-KDNP |            |

## Népesség
2012-es adatok szerint a lakónépesség 13 105 fő, a lakások száma 4 280.
Népesség éves %-os változása
- [1870-1880] -0.6 %/év
- [1880-1890] +0.81 %/év
- [1890-1900] +1.13 %/év
- [1900-1910] +0.89 %/év
- [1910-1920] +0.85 %/év
- [1920-1930] +1.16 %/év
- [1930-1941] +0.98 %/év
- [1941-1949] -0.12 %/év
- [1949-1960] +0.65 %/év
- [1960-1970] -0.64 %/év
- [1970-1980] +0.45 %/év
- [1980-1990] +0.12 %/év
- [1990-2001] +2.97 %/év
- [2001-2011] +2.09 %/év
- [2011-2015] -0.32 %/év
- [2015-2017] +4.46 %/év

### Lakosságszáma
- 1900-ban 4925 fő
- 1910-ben 5381 fő
- 1920-ban 5859 fő
- 1930-ban 6540 fő
- 1949-ben 7252 fő
- 1990-ben 7734 fő
- 2001-ben 10 681 fő
- 2015-ben pedig 12 961 fő

### Népcsoportok
2001-ben a település lakosságának 97%-a magyar, 3%-a cigány nemzetiségűnek vallotta magát.
2011-ben a népszámlálás adatai alapján a település 13 128 lakosának 88,38%-a vallotta magát magyar nemzetiségűnek. A cigány nemzetiséghez tartozónak 629 fő vallotta magát, ami a település lakosságának 4,79%-a.
2022-ben a lakosság 89,5%-a vallotta magát magyarnak, 1,2% cigánynak, 0,3% németnek, 0,3% románnak, 0,1% ukránnak, 2,4% egyéb, nem hazai nemzetiségűnek (10,5% nem nyilatkozott; a kettős identitások miatt a végösszeg nagyobb lehet 100%-nál). Vallásuk szerint 22,1% volt református, 6,2% római katolikus, 4,7% görög katolikus, 2,6% egyéb keresztény, 0,3% egyéb katolikus, 0,1% evangélikus, 23,1% felekezeten kívüli (40,8% nem válaszolt).

## Nevezetességei

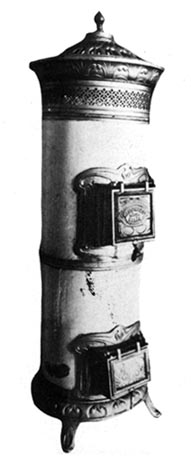
Kaláni vaskályha a 19-20. század fordulójáról

- Jelentős bronzkori emléke az 1907-ben előkerült ún. „hajdúsámsoni kincs”, amely tizenkét harci baltából és díszes kardból áll, és jelenleg a debreceni Déri Múzeumban van kiállítva.
- Emléktölgy: Hajdú-Bihar vármegye védett természeti értéke.
- Kályhamúzeum – Bardi János kályhagyűjtő öntöttvaskályha gyűjteménye a régi mozi épületében, ahol 190 különböző öntöttvaskályha, csápos- és kerekes öntöttvaskutak, öntöttvas vasalók vannak kiállítva.
- Református templom. 1800 körül kezdték el az építését.

## Itt született híres személyek
- Ember Pál (Sámson, 1827. február 17. – Biharkeresztes, 1890. június 13.) református lelkész
- Kúnos Ignác (1860–1945) nyelvész, turkológus, a török népköltészet úttörő jelentőségű kutatója, az MTA tagja
- Leszkay András (Sámson, 1863. július 1. – Budapest, 1928. augusztus 2.) színigazgató
- Leitner Mihály (1864-?) jogász, szerkesztő, közíró
- Adler Miklós (1909. október 25. – Tel-Aviv, Izrael, 1965. október 20.) magyar festő, grafikus
- Tar Sándor (1941–2005) író
- Mező József (1957) labdarúgó, kapus (Debreceni MVSC)

## Külső hivatkozások
- Hajdúsámson város önkormányzatának honlapja
- Hajdúsámson közigazgatási portálja Archiválva 2011. szeptember 30-i dátummal a Wayback Machine-ben
- Hajdúsámson régen és ma; szerk. Vincze Tamás; Önkormányzat, Hajdúsámson, 2014